# Parsi
Am 19. Juli 2011 wurde von der Iranischen Zentralbank beschlossen, vier Nullen der bisherigen Währung Rial zu streichen und die zukünftige Währung Parsi zu nennen. Der Name der neuen Währung und die Anzahl der zu streichenden Nullen wurde in einer Umfrage unter der Bevölkerung ermittelt. 
Dieser Plan wurde jedoch nicht umgesetzt.
Im Dezember 2016 beschloss die Regierung, den Rial durch den Toman zu ersetzen, der bis 1925 die Landeswährung war. Da einem Toman zehn Rial entsprechen, wird mit der Umstellung bei Preisangaben eine Null gestrichen.